# Cadavru

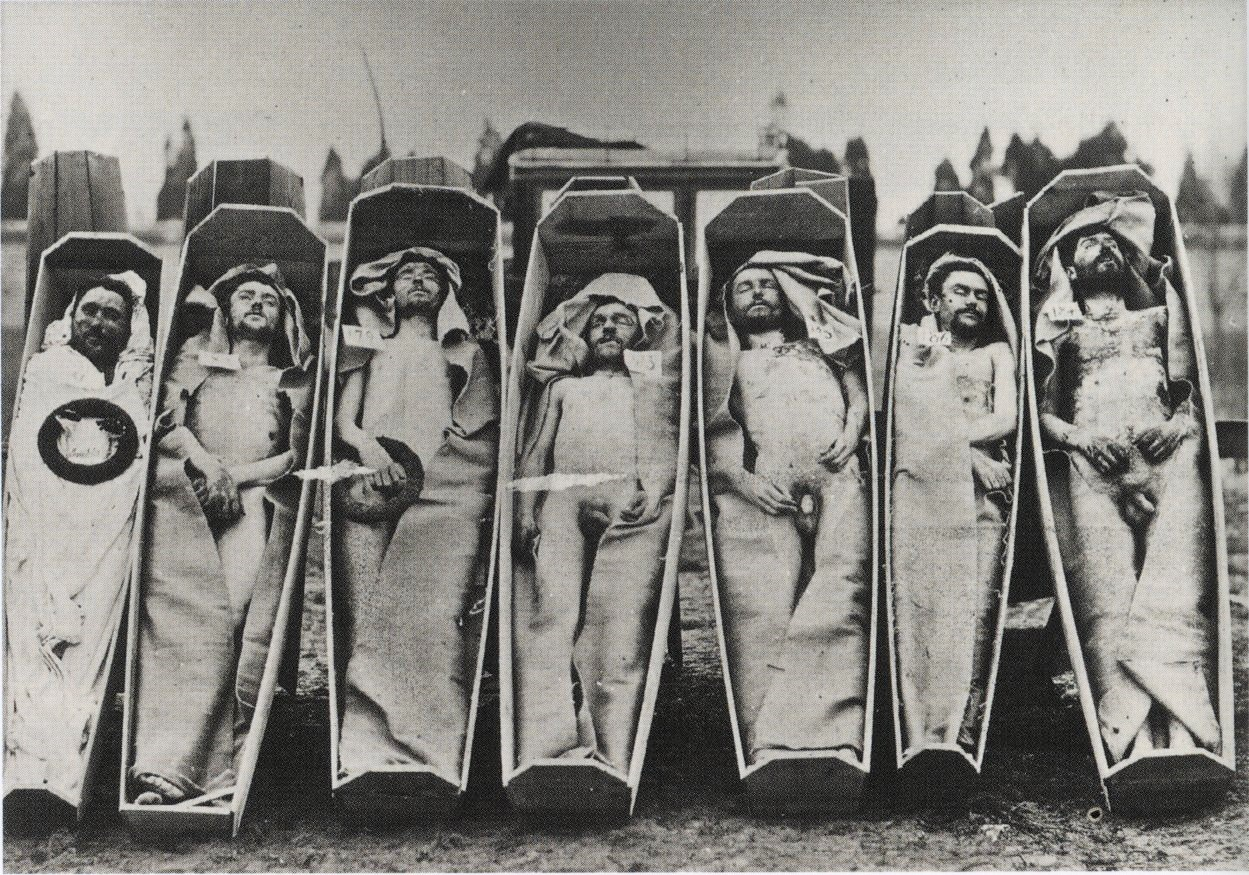
Cadavrele comunarzilor parizieni

Un cadavru este corp uman în stare de deces. Cadavrele sunt utilizate de studenții la medicină, medici și alți oameni de știință pentru a studia anatomia, a înțelege localizarea bolilor, a determina cauzele morții și pentru a furniza țesuturi necesare în transplanturi pentru oameni vii. Studenții la medicină studiază și disecă cadavrele ca parte a educației lor. Alte categorii care studiază cadavre includ arheologii, pentru cercetări istorice, și studenții la arte, pentru a învăța reprezentarea precisă a corpului uman. În plus, cadavrele sunt folosite în dezvoltarea și evaluarea instrumentelor chirurgicale.
Termenul „cadavru” este utilizat în contexte juridice (și ocazional în media, cum ar fi în reportaje), pentru a se referi la un corp uman decedat. Acesta este un termen utilizat și de echipele de recuperare în cazul dezastrelor naturale, când se caută persoane decedate. Cuvântul „cadavru” provine din latinescul „cadere”, care înseamnă „a cădea”. Termenii înrudiți includ „cadaveric” (similar cu un cadavru) și „spasm cadaveric” (contractarea musculară care provoacă o mișcare în corpul decedat). O grefă de cadavru, cunoscută și sub numele de „grefă postmortem”, presupune transplantarea de țesuturi de la un corp decedat pe unul viu pentru a repara un defect sau o deformație.
Cadavrele pot fi, de asemenea, studiate în funcție de stadiile de descompunere, aspect ce ajută la determinarea timpului scurs de la momentul morții.
Cadavrele au fost folosite și în artă pentru a reda mai exact structura corpului uman în picturi și desene.

## Procesul de descompunere umană

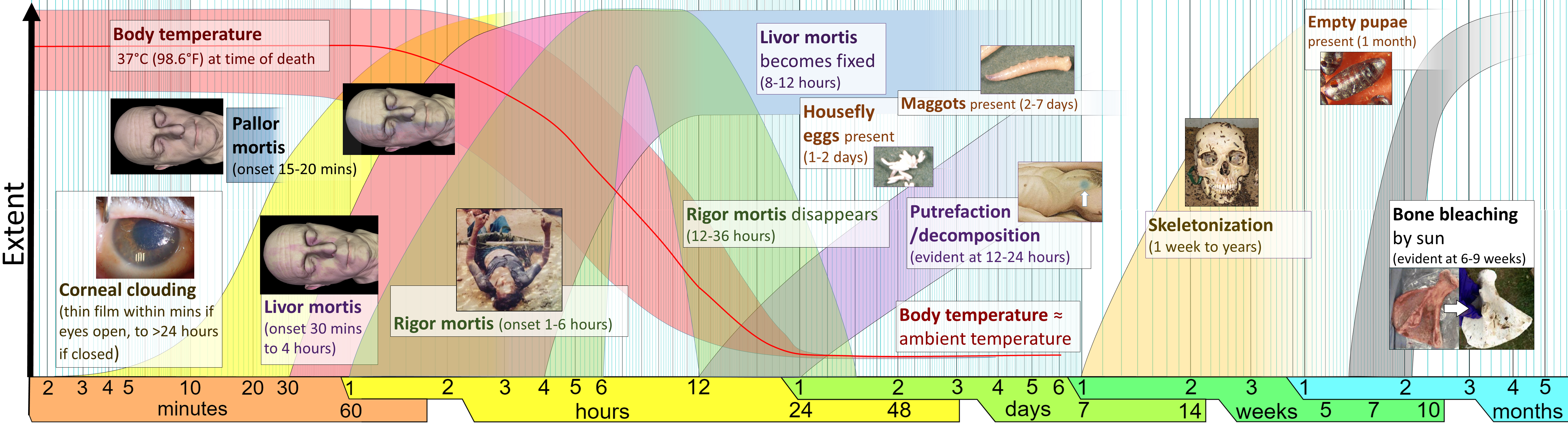
Cronologia schimbărilor postmortem (stadiile morții).

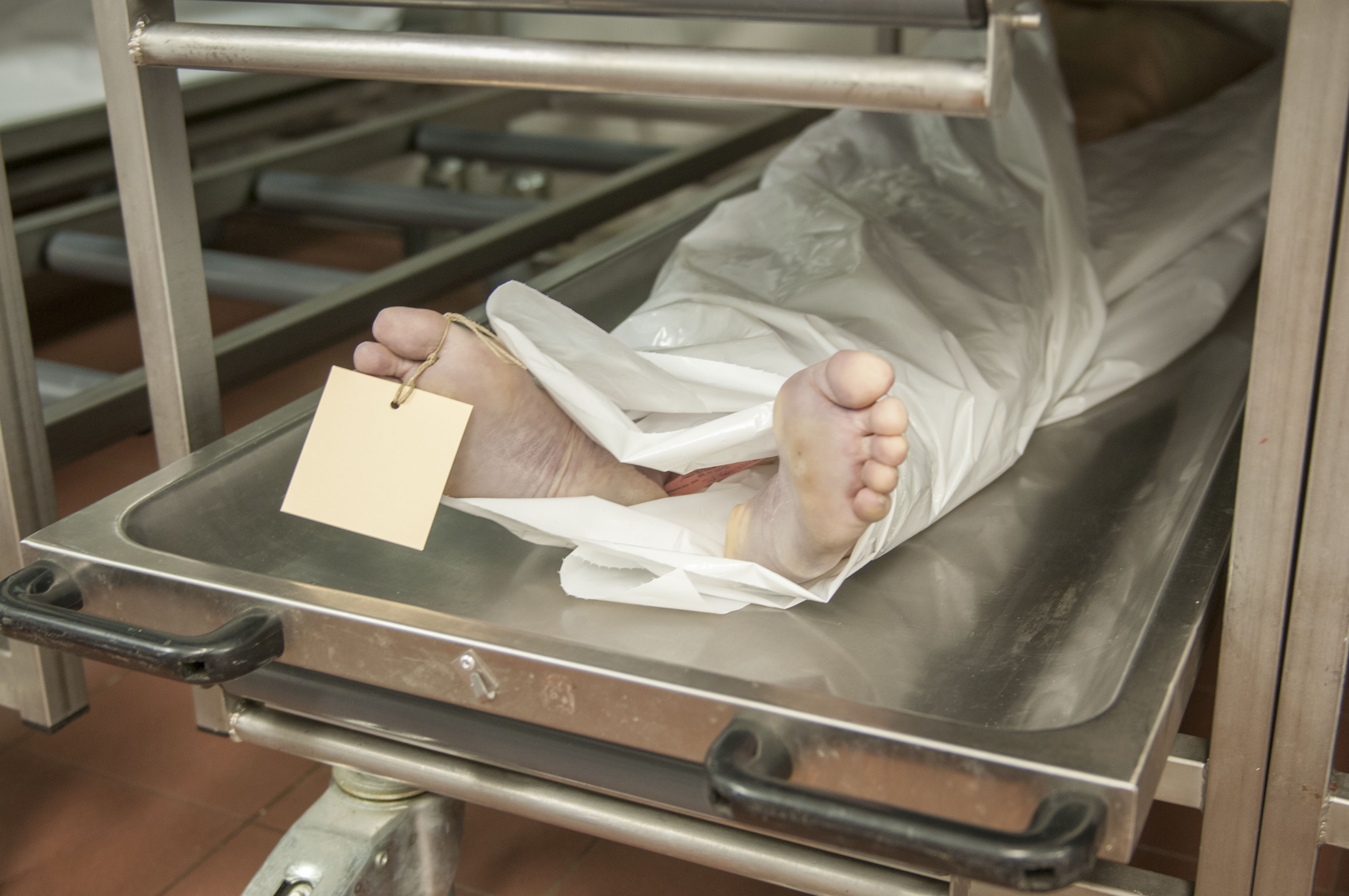
Cadavru în frigider la Medicină Legală, Berlin

Observarea diferitelor stadii de descompunere poate ajuta la determinarea timpului scurs de la moartea unei persoane.

### Stadiile descompunerii
1. Primul stadiu al descompunerii este autoliza, sau autodigestia. Acest proces implică degradarea celulelor corpului prin intermediul enzimelor proprii. Enzimele digestive, care în mod normal procesează nutrienți în celule, devin active după moarte, provocând autoliza. Ca rezultat, se formează un lichid care se infiltrează între straturile de piele și determină descuamarea acesteia. În acest stadiu, muștele pot depune ouă în deschiderile corpului (cum ar fi ochii, nările, gura, urechile sau alte orificii), iar larvele eclozate (viermi) pătrund sub piele și încep să consume țesuturile.
2. Al doilea stadiu este balonarea, cauzată de bacteriile din intestin care încep să descompună țesuturile corpului, eliberând gaze ce se acumulează în organe, în intestin. Balonarea se manifestă în principal în zona abdominală, dar uneori și în gură, limbă și organele genitale. De obicei, acest lucru apare în jurul celei de-a doua săptămâni de descompunere, iar balonarea continuă până când corpul se descompune suficient pentru a permite eliberarea gazelor.
3. Al treilea și cel mai îndelungat stadiu este putrefacția, când structurile mari ale corpului se descompun, iar țesuturile se lichefiază. Organele interne, cum ar fi tractul digestiv, creierul și plămânii, se descompun primele și devin de nerecunoscut în câteva săptămâni. Mușchii sunt descompuși fie de bacterii, fie de animale care se hrănesc cu resturi. În cele din urmă, după mai mulți ani, rămâne doar scheletul. În solurile bogate în acid, scheletul se poate dizolva în componentele sale chimice.

Ritmul descompunerii depinde de numeroși factori, cum ar fi temperatura și umiditatea mediului înconjurător. Într-un mediu cald și umed, corpul se descompune mai rapid. Prezența animalelor necrofage poate accelera expunerea scheletului, pe măsură ce acestea consumă resturi ale corpului aflat în descompunere.

## Istorie
Istoria utilizării cadavrelor este plină de controverse, progrese științifice și descoperiri semnificative. Începând din secolul al III-lea î.Hr., doi medici greci antici, Herophilus din Chalcedon și Erasistratus din Ceos, au efectuat disecții pe cadavre la Alexandria, făcând din aceasta principala metodă de studiu al anatomiei. După moartea lor, practica disecției a scăzut în popularitate și a dispărut treptat. Abia în secolul al XII-lea disecția a fost reluată, devenind o practică obișnuită până în secolul al XVII-lea.

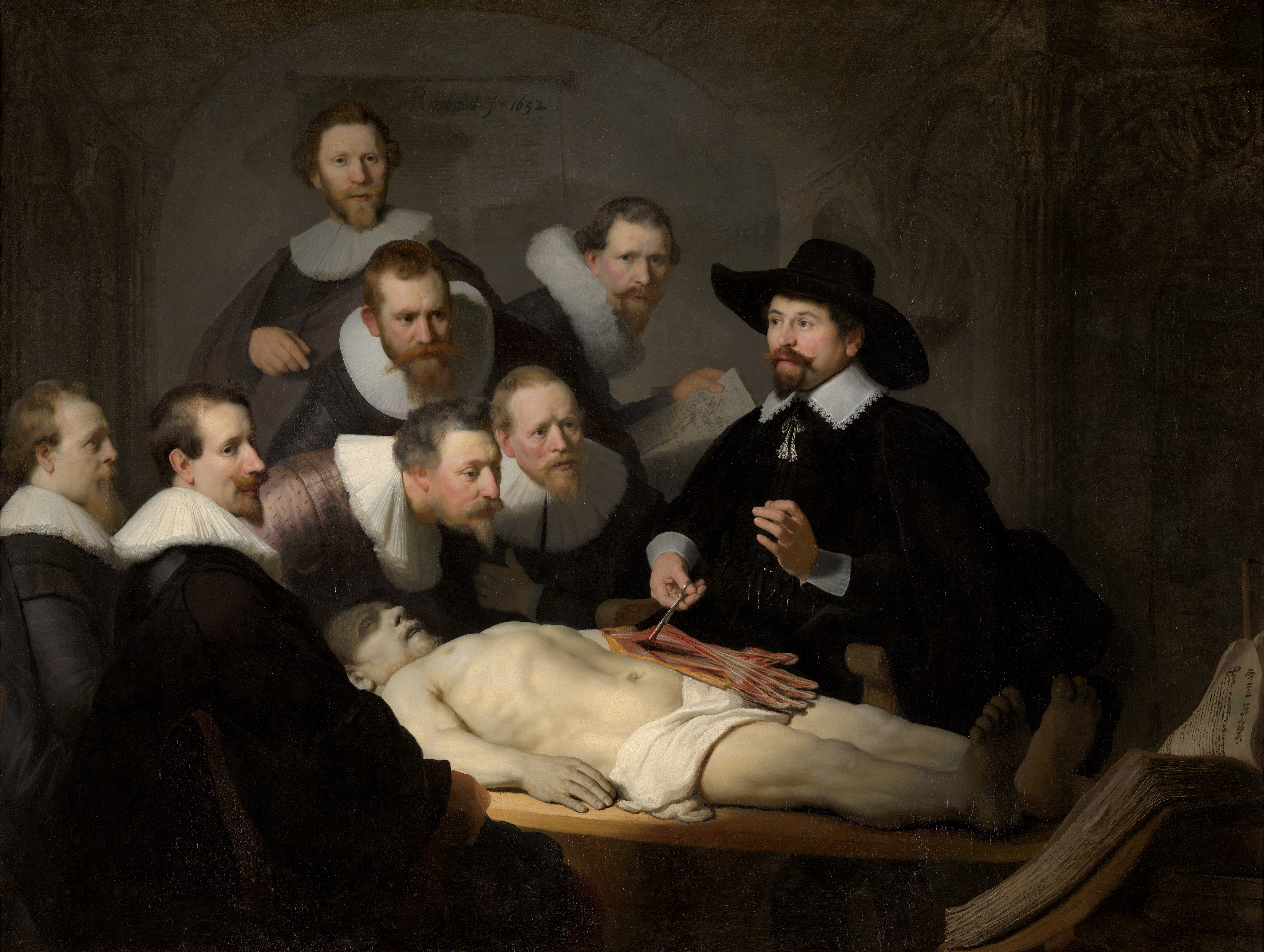
Lecția de anatomie a Dr. Nicolaes Tulp de Rembrandt înfățișează o lecție de anatomie din Amsterdam, în 1632.

Deși Herophilus și Erasistratus aveau permisiunea de a folosi cadavre pentru disecție, utilizarea acestora în scopuri anatomice întâmpina încă multe rețineri, iar acest tabu a persistat secole întregi. Între secolele III î.Hr. și XVIII d.Hr., disecția era adesea privită ca un act neetic, deși Biserica nu a interzis direct disecțiile, dar a impus anumite reglementări. În 1231, împăratul Frederic al II-lea a emis un decret prin care se cerea disecția unui corp uman la fiecare cinci ani în scopuri educaționale, impunând medicilor și chirurgilor să participe. Aceasta a condus la prima disecție oficială realizată public de Mondino de Liuzzi.
Pe măsură ce disecțiile deveneau mai populare, restricțiile religioase s-au relaxat, dar atitudinea publică a rămas negativă. Singura sursă legală de cadavre erau trupurile criminalilor executați, iar disecția era percepută ca o pedeapsă suplimentară și umilitoare. În secolul al XVII-lea, autoritățile au extins numărul infracțiunilor pedepsite cu spânzurare, astfel crescând și disponibilitatea cadavrelor. În timp, însă, cererea a devenit atât de mare încât unii anatomiști au recurs la profanarea mormintelor pentru a obține cadavre, declanșând reacții violente din partea publicului, inclusiv Răscoala Învierii din 1788 din New York, ceea ce a condus la legislații precum Legea Anatomiei, care a permis utilizarea corpurilor neidentificate în scopuri științifice.
Chiar și la începutul secolului XX, disecția era dezaprobată din motive religioase și morale. Încercările de a schimba opinia publică, inclusiv campania a 200 de medici din New York care și-au exprimat intenția de a-și dona trupurile, au fost influențate și de expunerea abuzurilor din industria funerară, generând o schimbare a percepției și a descurajat profanarea mormintelor.

## Utilizarea cadavrelor în artă
Reprezentările cadavrelor în artă au avut loc din timpuri străvechi, incluzând exemple precum reliefurile neo-asiriene cu cadavre plutind pe râuri sau operele memento mori din Evul Mediu. Studiul și ilustrarea corpului uman au fost fundamentale pentru arta renascentistă, iar desenele anatomice au sprijinit studiul anatomiei.
Un exemplu notabil este Leonardo da Vinci, care a colaborat cu anatomistul Andreas Vesalius pentru ilustrarea lucrării „De Humani Corporis Fabrica”. Da Vinci a realizat numeroase disecții pentru a reda structura umană în detaliu, fiind printre primii care au desenat poziția naturală a fătului în uter și structuri detaliate ale creierului. Lucrările sale au fost printre primele care au inclus desene precise ale sistemului muscular, scheletic și circulator, contribuind enorm la studiul anatomiei.
Leonardo da Vinci și alți artiști, precum Michelangelo și Rafael, au folosit cunoștințele anatomice dobândite prin studiu pentru a crea reprezentări artistice precise ale corpului uman. Aceste eforturi au adus contribuții esențiale atât în medicină, cât și în artă, influențând percepția asupra corpului uman pentru secole întregi.

## Importanța în știință
Cadavrele sunt utilizate pe scară largă în comunitatea științifică, contribuind semnificativ la înțelegerea anatomiei umane. Ele permit studierea directă a structurii corpului uman, oferind astfel informații esențiale pentru identificarea organelor și altor părți anatomice. Primele disecții sistematice cunoscute au fost efectuate de doi oameni de știință greci, Herophilus din Chalcedon și Erasistratus din Ceos, în secolul al III-lea î.Hr. Herophilus a realizat mai multe descoperiri prin disecția cadavrelor, inclusiv diferențierea celor patru ventricule ale creierului, identificarea a șapte perechi de nervi cranieni, distincția dintre nervii senzoriali și motori și descrierea detaliată a structurii ochiului, inclusiv a corneei, retinei și stratului coroidian. De asemenea, el a studiat valvele inimii umane, în timp ce Erasistratus a demonstrat funcționarea lor, observând ireversibilitatea fluxului sanguin prin valve și diferențiind venele de artere.
Galen (130–201 d.Hr.) a sintetizat cunoștințele predecesorilor săi, combinând observațiile lui Aristotel și ale altor medici greci cu propria înțelegere asupra anatomiei. Anatomia și fiziologia galenică au dominat învățământul medical în acea perioadă. Andreas Vesalius (1514–1564), considerat părintele anatomiei moderne, și-a bazat lucrările pe descoperirile lui Galen, dar a corectat multe dintre erorile acestuia prin disecțiile proprii pe cadavre umane. Vesalius a folosit aceste disecții ca material educațional pentru studenți, oferindu-le o înțelegere directă și precisă a corpului uman.

## Importanța în domeniul medical
Astăzi, cadavrele sunt indispensabile în medicină și chirurgie pentru studiul aprofundat al anatomiei umane. Chirurgii practică tehnici chirurgicale pe cadavre pentru a se pregăti pentru intervenții pe pacienți și pentru a evita complicațiile. Totodată, disecțiile permit testarea noilor proceduri chirurgicale și identificarea dificultăților posibile înainte de aplicarea lor clinică.
Autopsiile contribuie, de asemenea, la identificarea cauzelor unor boli și tulburări și oferă informații despre eficiența tratamentelor. Galen a fost printre primii care au legat evenimentele din viața unui individ de observațiile făcute asupra corpului său după moarte, iar această practică continuă să ofere informații valoroase despre procesele patologice.
Anumite proceduri, precum apendicectomiile, sunt practicate pe cadavre umane, mai degrabă decât pe simulări tehnologice. În SUA, se efectuează anual aproximativ 28.000 de apendicectomii pe cadavre, ceea ce oferă studenților ocazia de a învăța în mod direct . Cererea de cadavre pentru studii s-a extins, de asemenea, și în afara mediilor academice, astfel că organizații precum Science Care și Anatomy Gifts Registry distribuie corpuri pentru studii științifice.

## Conservarea pentru disecție
Pentru a asigura viabilitatea unui cadavru pentru studiu, corpul trebuie refrigerat sau conservarea trebuie să înceapă în primele 24 de ore după deces. Conservarea se realizează prin îmbălsămare sau plastinație, fiecare metodă având avantajele și dezavantajele sale pentru disecțiile anuale în cadrul educațional.

### Îmbălsămarea cu fluide

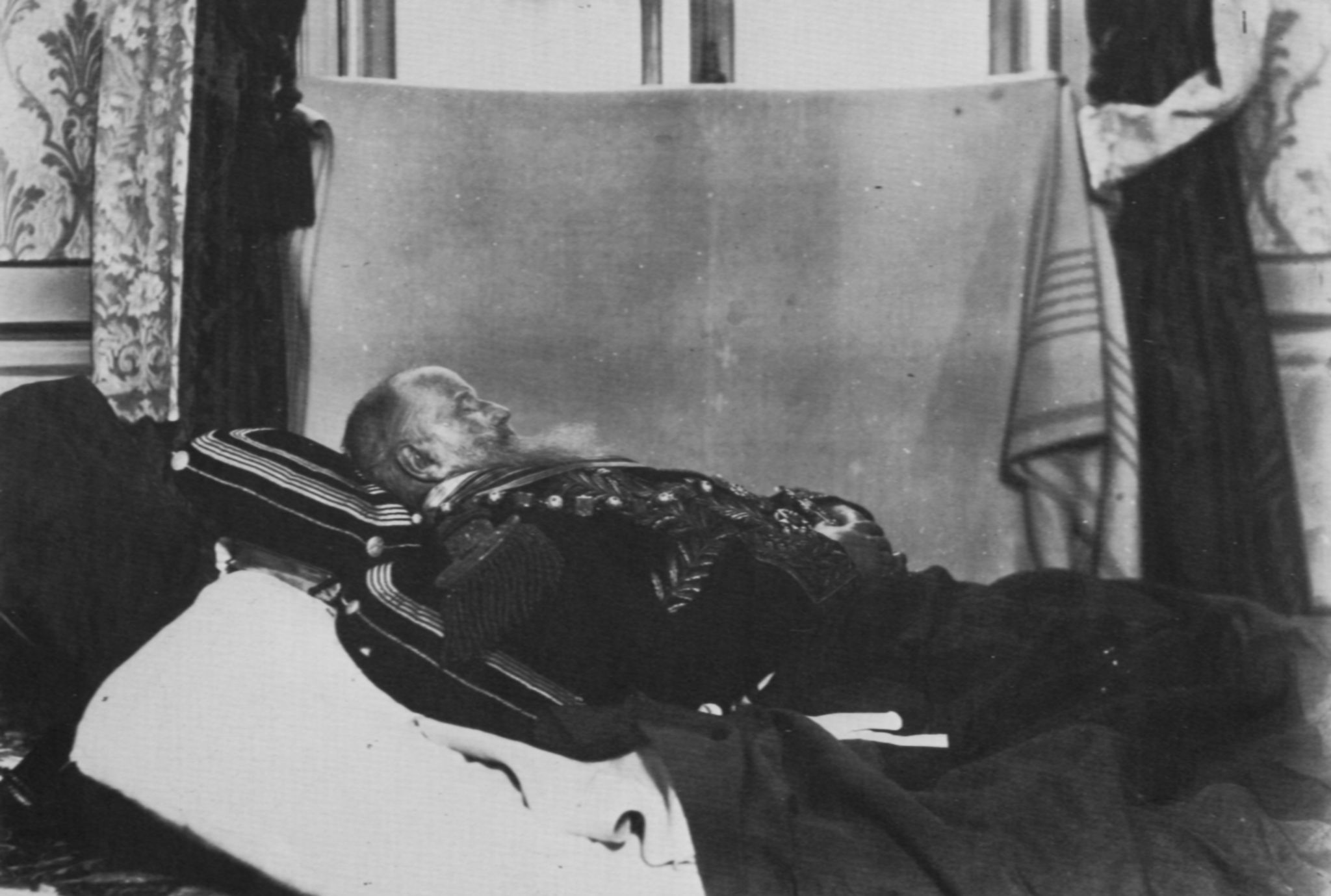
Împăratul Pedro al II-lea al Braziliei, întins pentru a fi privit în 1891, a fost îmbălsămat în ziua morții sale. În timpul procesului, i s-au injectat șase litri de clorhidrat de zinc și aluminiu în artera carotidă comună. În 1912, educatorul și arhivistul brazilian Luís Gastão d'Escragnolle Dória a vizitat sicriul de sticlă al împăratului și a observat starea bine conservată a corpului acestuia.

Îmbălsămarea, o tehnică veche de conservare cu ajutorul fluidelor chimice, previne descompunerea, păstrând structura anatomică și culoarea țesuturilor. Se utilizează diverse substanțe chimice pentru acest proces, inclusiv dezinfectanți, conservanți și agenți de modificare, fiecare având un scop specific în menținerea cadavrului.

#### Substanțele chimice și rolul lor în îmbălsămare

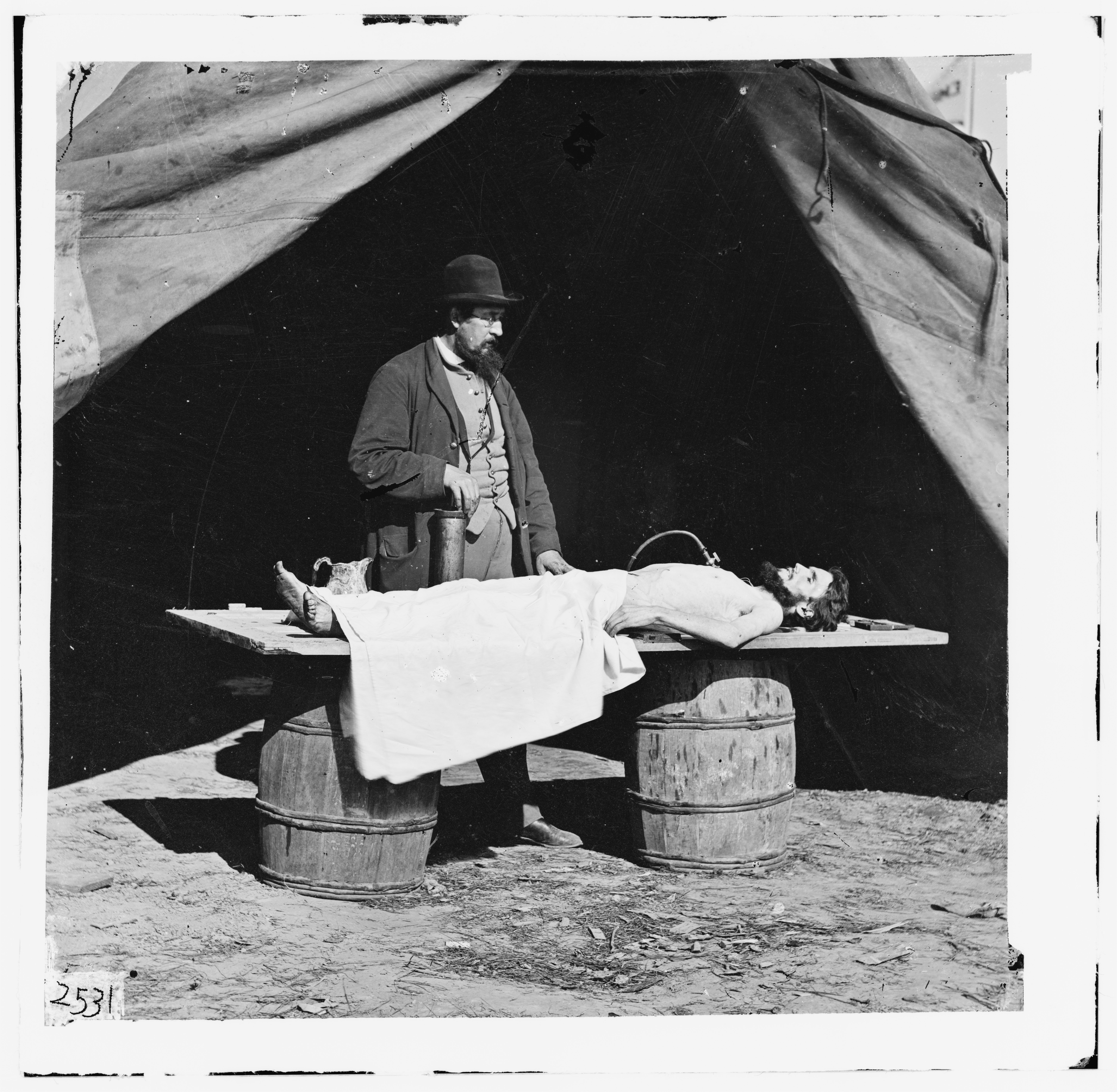
Îmbălsămător în timpul lucrului.

Formaldehida este un fixativ folosit pe scară largă în procesul de îmbălsămare. Aceasta distruge bacteriile, fungii și insectele, prevenind descompunerea cadavrului prin inhibarea microorganismelor. Deși este un antiseptic eficient, formaldehida prezintă și dezavantaje: provoacă coagularea sângelui, întărește țesuturile, dă pielii o nuanță cenușie și emite vapori toxici și iritanți. Totuși, capacitatea sa de a conserva și de a întări țesuturile fără a compromite integritatea structurală a condus la utilizarea sa continuă în îmbălsămare.
Fenolul este utilizat ca agent antibacterian și antifungic pentru a preveni formarea mucegaiului. Acționează prin denaturarea proteinelor și distrugerea pereților celulari, dar acest lucru poate avea ca efect uscarea și decolorarea țesuturilor.
Metanolul este un aditiv cu proprietăți dezinfectante. Ajută la reglarea echilibrului osmotic al fluidului de îmbălsămare, dar este cunoscut ca fiind extrem de toxic pentru oameni.
Glicerina este un agent de umidificare care păstrează lichidul în țesuturile cadavrului. Deși nu este un dezinfectant în sine, amestecarea sa cu formaldehidă crește semnificativ eficiența dezinfectantă a acesteia.

#### Avantajele și dezavantajele utilizării cadavrelor îmbălsămate tradițional
Utilizarea cadavrelor îmbălsămate tradițional a fost și este standardul pentru educația medicală. Multe instituții medicale și stomatologice preferă încă aceste cadavre, chiar și în contextul tehnologiilor avansate precum modelele digitale sau cadavrele sintetice. Totuși, cadavrele îmbălsămate cu fluide prezintă un risc mai mare pentru anatomiști, deoarece unele dintre substanțele chimice utilizate sunt toxice, iar cadavrele îmbălsămate imperfect pot prezenta risc de infecție.

### Plastinație
Gunther von Hagens⁠(d) a inventat plastinația la Universitatea din Heidelberg, Germania, în 1977. Această metodă de conservare a cadavrelor presupune înlocuirea fluidelor și lipidelor solubile din corp cu materiale plastice. Cadavrele conservate astfel sunt numite plastinați.
Plastinația întregului corp începe într-un mod asemănător îmbălsămării tradiționale; un amestec de fluide de îmbălsămare și apă este pompat în cadavru prin injecție arterială. După această etapă, anatomistul poate alege să disece anumite părți ale corpului pentru a expune structuri anatomice specifice pentru studiu. După terminarea disecției dorite, cadavrul este scufundat în acetonă, care extrage umezeala și grăsimile solubile din corp. Cadavrul este apoi plasat într-o baie cu plastic sau rășină, unde începe etapa de impregnare forțată. Baia creează un vid care vaporizează acetona, atrăgând plasticul sau rășina în celule pe măsură ce acetona se elimină. După această etapă, cadavrul este poziționat, plasticul din interior este întărit, iar specimenul este gata pentru utilizare.

#### Avantajele și dezavantajele utilizării plastinaților
Plastinații oferă avantaje în studiul anatomiei, fiind specimene durabile, non-toxice, ușor de depozitat. Cu toate acestea, nu au câștigat pe deplin teren în fața cadavrelor îmbălsămate tradițional. Cadavrele plastinate nu sunt accesibile pentru unele instituții, unii educatori consideră că experiența disecției pe cadavre îmbălsămate este mai valoroasă, iar alții nu au resursele necesare pentru a achiziționa sau utiliza plastinați.

## Furtul de cadavre

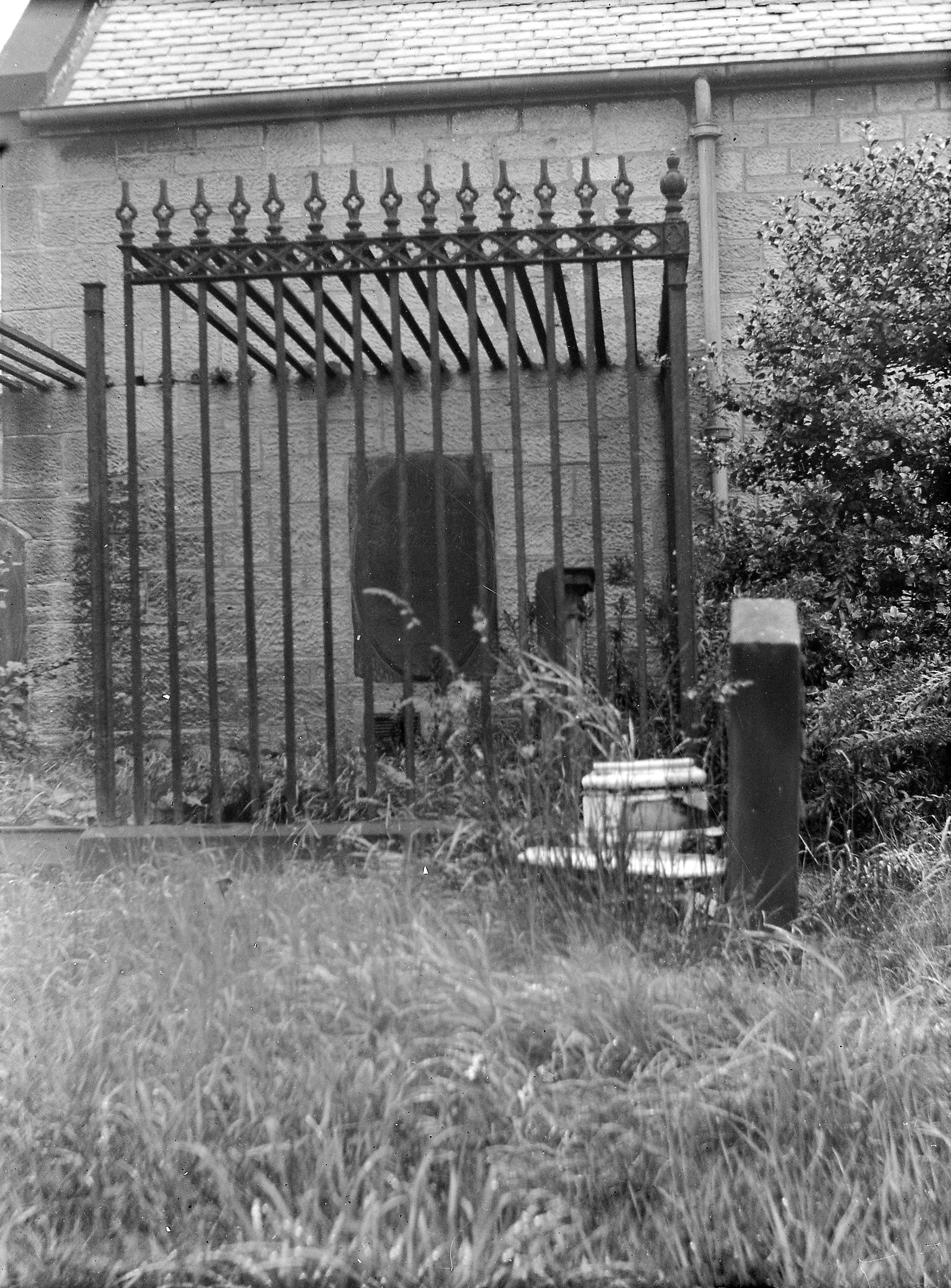
Balustrade folosite pentru a proteja mormintele de spărgătorii de cadavre

De-a lungul istoriei, multe cadavre proveneau de la criminali executați și nu erau disponibile tuturor pentru disecție. Primul furt de cadavre înregistrat a fost comis de patru studenți la medicină, arestați în 1319 pentru jefuirea mormintelor. În anii 1700, cei mai mulți hoți de cadavre erau medici, profesori de anatomie sau studenți. Până în 1828, unii anatomiști plăteau alte persoane pentru exhumare, acești indivizi fiind cunoscuți în comunitatea medicală drept „oameni ai învierii”.
Banda din London Borough a fost un grup de „oameni ai învierii” care a activat între 1802 și 1825. Acești bărbați furnizau cadavre mai multor școli, iar membrii școlilor foloseau influența lor pentru a-i ține pe acești oameni departe de închisoare. Membrii bandelor rivale îi raportau deseori pe ceilalți sau profanau un cimitir pentru a provoca un scandal public, astfel încât bandele rivale să nu mai poată opera.

## Vânzarea victimelor omorurilor
Între 1827 și 1828, în Scoția, mai multe persoane au fost omorâte, iar cadavrele lor au fost vândute școlilor de medicină pentru cercetare, eveniment cunoscut sub numele de „crimele de la West Port”. Legea Anatomiei din 1832 a fost creată pentru a asigura că rudele decedatului își dădeau consimțământul pentru utilizarea cadavrului în disecție și alte procese științifice. Reacția publicului față de crimele de la West Port a contribuit la adoptarea acestei legi, alături de actele comise de grupul „London Burkers⁠(d)”.
Au circulat povești despre oameni care omorau și vindeau cadavre. Două cazuri celebre sunt cel al lui Burke și Hare, precum și cel al lui Bishop, May și Williams.

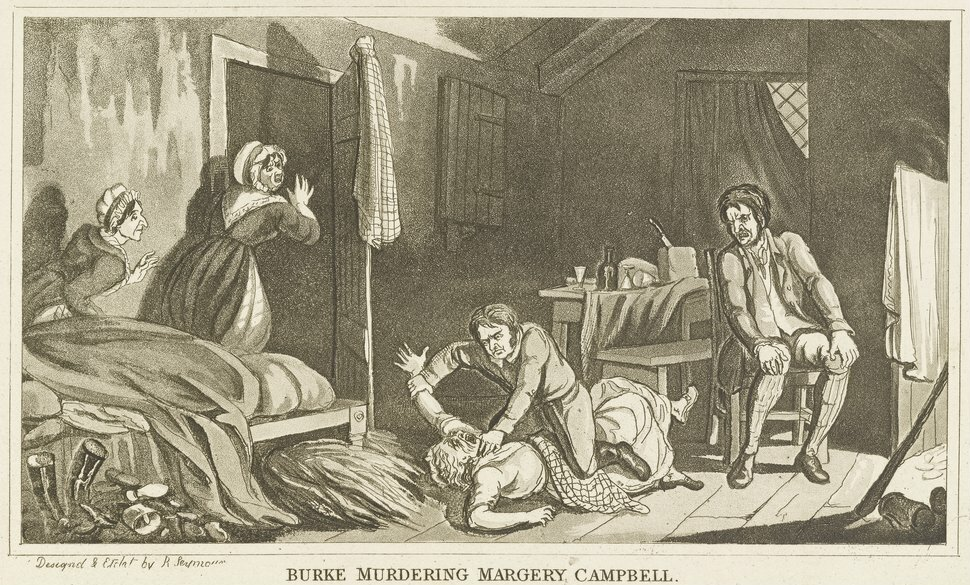
Burke ucigând-o pe Margery Campbell

- Burke și Hare dețineau o pensiune. Când unul dintre chiriașii lor a murit, l-au dus în sala de anatomie a lui Robert Knox⁠(d) din Edinburgh, unde au primit șapte lire sterline pentru cadavru. Observând profitul posibil, au omorât prin asfixiere 16 persoane în următorul an și le-au vândut corpurile lui Knox. Au fost prinși când o chiriașă s-a întors în patul ei și a găsit un cadavru. Hare a depus mărturie împotriva lui Burke în schimbul amnistiei, iar Burke a fost găsit vinovat, spânzurat și disecat public.[42]
- London Burkers, Bishop, May și Williams – Acești hoți de cadavre au ucis trei băieți de 10, 11 și 14 ani. Anatomistul căruia i-au vândut cadavrele a devenit suspicios. Pentru a le întârzia plecarea, anatomistul a spus că trebuie să schimbe o bancnotă de 50 de lire și a trimis după poliție, care i-a arestat. În mărturia sa, Bishop a susținut că a jefuit între 500 și 1000 de cadavre de-a lungul carierei sale.[43]

## Siguranța vehiculelor
Înainte de dezvoltarea manechinelor de testare la impact, cadavrele erau folosite pentru a face vehiculele mai sigure. Cadavrele au contribuit la stabilirea liniilor directoare pentru caracteristicile de siguranță ale vehiculelor, de la parbrize laminate până la centuri de siguranță cu airbaguri. Prima utilizare înregistrată a cadavrelor în testele de impact a fost realizată de Lawrence Patrick⁠(d) în anii 1930, când și-a folosit propriul corp și pe al studenților săi pentru a testa limitele corpului uman. Prima sa utilizare a unui cadavru a fost atunci când a aruncat un cadavru pe un puț de lift, descoperind că un craniu uman poate suporta până la o tonă și jumătate pentru o secundă înainte de a suferi daune.
Într-un studiu din 1995, s-a estimat că îmbunătățirile aduse mașinilor datorită testării pe cadavre au prevenit 143.000 de răni și 4.250 de decese. Accelometre miniaturale sunt plasate pe osul zonei testate a cadavrului. Daunele sunt apoi provocate cadavrului folosind diverse instrumente, inclusiv impactoare liniare, pendule sau greutăți căzătoare. Cadavrul poate fi așezat și pe o sanie de impact, simulând un accident. După ce testele sunt finalizate, cadavrul este examinat prin radiografie, căutându-se orice daune, și este returnat Departamentului de Anatomie. Utilizarea cadavrelor a contribuit la centurile de siguranță gonflabile din spate introduse de Ford în modelul Explorer din 2011.

### Percepția publicului asupra testelor de impact pe cadavre
După un articol publicat în 1993 de New York Times, publicul a devenit conștient de utilizarea cadavrelor în testele de impact. Articolul s-a concentrat pe utilizarea a aproximativ 200 de cadavre de adulți și copii la Universitatea Heidelberg. În urma indignării publicului, universitatea a fost obligată să demonstreze că familiile cadavrelor și-au dat acordul pentru utilizarea acestora în teste.